# Ceratothoa contracta
Ceratothoa contracta är en kräftdjursart som först beskrevs av Edward John Miers 1880.
Ceratothoa contracta ingår i släktet Ceratothoa och familjen Cymothoidae. Inga underarter finns listade i Catalogue of Life.